# Classe T 56
La classe T 56 est une troisième série d'escorteurs d'escadre de la marine nationale française après la Seconde Guerre mondiale. Cette classe comportait une seule unité: La Galissonnière (D638).

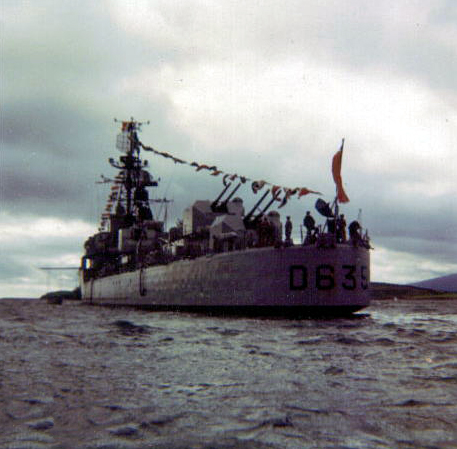
Le Forbin (D635) à Bantry bay